# Cortina d’Ampezzo
Cortina d’Ampezzo (ladinisch Anpëz oder Anpezo) ist eine italienische Gemeinde in der Provinz Belluno in Venetien mit 5529 Einwohnern (Stand 31. Dezember 2023).
Cortina d’Ampezzo ist ein renommiertes Winter- und Bergsportzentrum, das Austragungsort der Olympischen Winterspiele 1956 sowie der Alpinen Skiweltmeisterschaften 1932, 1941 und 2021 war. Gemeinsam mit Mailand sollen in dem Ort die Olympischen Winterspiele 2026 ausgetragen werden.
Der Tourismus dominiert den Ort aus wirtschaftlicher wie kultureller Sicht. Zusammen mit elf weiteren italienischen Wintersportgebieten gehört Cortina d’Ampezzo zum Verbund Dolomiti Superski.
Als Teil des ladinischen Sprachgebiets wird Ampezzo zu Ladinien gezählt.

## Etymologie
Der Ortsname wurde erstmals 1317 in einer lateinischen Urkunde als Curtina Ampitii verschriftlicht.
Man nimmt an, dass sich das Wort „Cortina“ von der Verkleinerungsform von curtis (aus dem Spätlatein, „Hof“) ableitet, was im Frühmittelalter eine kleine territoriale Einheiten bezeichnete, die Teil eines Lehens waren und aus Häusern und landwirtschaftlichen Flächen bestand, von denen einige von den Dorfbewohnern frei genutzt werden konnten, andere aber Privateigentum des Feudalherrn waren. Diese Bedeutung findet sich noch heute etwa im Spanischen „cortinal“ wieder. „Cortina“ könnte aber auch einen „kleinen Hof“ bezeichnen, im Sinne eines durch eine niedrige Mauer abgegrenzten Raums, der in der Vergangenheit für Gottesdienste und als Friedhof genutzt wurde. Im Ladinischen bezeichnet cortina heute den ummauerten Friedhof (die gleichnamige Fraktion war die einzige in der Gemeinde mit einem Friedhof). Im dem Ladinischen verwandten Bündnerromanischen bedeutet curtin „Garten“.
Der dazugehörige Flurname Ampezzo lässt sich (laut dem ladinischen Etymologen Paul Videsott) nicht mehr eindeutig klären. Es liegt wohl dieselbe Wurzel wie bei Ampezzo in Friaul-Julisch Venetien zugrunde, das 762 als Ampicio auftaucht. Es kann eine vorrömische Wurzel *amp- mit Kollektivsuffix -etum rekonstruiert werden, etwa mit der Bedeutung ‚bei den Schwarzerlen‘.
Das deutsche Exonym lautet Hayden, in älteren Schriften auch Haiden.

## Geografie
Der Ort liegt auf einer Höhe von 1211 m s.l.m. im Valle del Boite in den Ampezzaner Dolomiten und ist das größte besiedelte Zentrum der Dolomitenladiner. Die höchsten Gipfel sind unter anderem die Tofana di Mezzo (3244 m), der Monte Cristallo (3221 m) und die Punta Sorapiss (3205 m).
Das Gemeindegebiet von Cortina d’Ampezzo ist deckungsgleich mit der Landschaft Ampezzo. Unter „Ampezzaner“ versteht man jemanden, der aus einer angestammten „Regole“-Familie kommt und damit Anteil an der Genossenschaft hat. Ein Cortineser hingegen ist ein Zugereister, der zwar im Ort lebt, aber höchstens durch Einheiraten in eine „Regole“-Familie kommen kann.

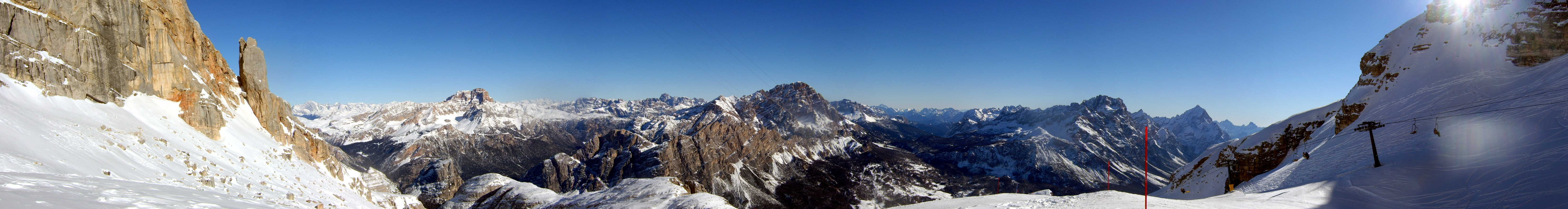
Aussicht aus der Nähe des Rifugio Ra Valles unterhalb der Tofana di Mezzo

## Klima
Das Skigebiet Cortina d’Ampezzo (es gehört zum Verbund Dolomiti Superski) ist, wie der gesamte Alpenraum, von der globalen Erwärmung erheblich betroffen. Die Schneemengen sind tendenziell rückläufig; der Wintersportbetrieb ist ohne den Einsatz von Schneekanonen an vielen Stellen nicht mehr möglich.

## Geschichte
Für das Frühmittelalter gibt es nur wenige Quellen. Damals gehörte das Gebiet zum Cadore. Die langobardische Herrschaft ab dem 6. Jahrhundert war prägend für die Herausbildung der Regules, einer Form von kommunaler Selbstverwaltung, die in Teilen bis 1918 bestand. Ab 776 folgten den Langobarden die Franken unter Karl dem Großen. Damals bildete sich gegen Norden die deutsch-ladinische Sprachgrenze heraus. 951 wurde das Cadore mit der Markgrafschaft Verona und Aquileja dem Stammesherzogtum Baiern unterstellt. Ab 973 gehörte Anpëz mit der Grafschaft Cadore, durch den Bayernherzog Heinrich II., als freisingischer Besitz zu Innichen, doch konnte sich Ende des 11. Jahrhunderts unter Kaiser Heinrich IV. das Patriarchat von Aquileja durchsetzen. Erwähnenswert ist aus jener Zeit die Burg Peutelstein (Castello di Podestagno), die Patriarch Heinrich von Biburg um 1080 auf einem langobardischen Vorgängerbau errichten ließ (seit 1781 in Verfall, heute nur mehr als Ruine erhalten). Durch Hayden führte ein wichtiger Handelsweg zwischen dem Heiligen Römischen Reich Deutscher Nation und den italienischen Staaten, besonders der Seerepublik Venedig. Mit der Eroberung des Patriarchats fiel 1420 auch Anpëz zur Republik Venedig und schied damit de facto, aber nicht de jure aus dem Reichsverband aus. 1508 veranlasste Papst Julius II. eine gegen Venedig gerichtete Koalition, die Liga von Cambrai, der sich auch das römisch-deutsche Reich anschloss, um die seit dem 14. Jahrhundert von Venedig besetzten Reichsgebiete in Oberitalien zurückzuerobern. Das Gebiet von Anpëz wurde noch im selben Jahr von kaiserlichen Truppen eingenommen. Am 21. Oktober 1511 kehrte es, im Beisein Kaiser Maximilians I., offiziell in den Reichsverband zurück und kam zur Gefürsteten Grafschaft Tirol. Der Kaiser bestätigte den Ampezzanern mit den Regules ihre Selbstverwaltung.
Unter Österreich bildete Anpezo eine weitgehend selbstverwaltete Einheit bis zur Staatsreform unter Kaiser Joseph II. Während seiner Amtszeit wurde auch das Dekanat Anpezo der Diözese Brixen angegliedert, der bereits alle anderen dolomitenladinischen Täler angehörten. Anpezos Schützen nahmen 1796–1813 aktiv am Tiroler Freiheitskampf gegen die französischen Truppen teil. Während der napoleonischen Kriege wurde am 31. August 1809 auch Anpezo von französischen Truppen besetzt. Als Tirol im Februar 1810 von Napoleon geteilt wurde, kam Anpezo kurzzeitig mit Toblach im Pustertal zum Königreich Italien, das der Kaiser der Franzosen in Norditalien errichtet hatte. Bereits 1813 konnten österreichische Truppen das Gebiet zurückerobern. 1835 wurde mit der Eröffnung der Fahrstraße zwischen Toblach und Anpezo der Grundstein für die touristische Erschließung gelegt.
Ende des 19. Jahrhunderts erlebte Anpezo eine Blütezeit. Von Bergbegeisterten, dem österreichisch-ungarischen Adel und dem gehobenen Bürgertum Frankreichs und Englands entdeckt, entwickelte sich der Ort unter maßgeblicher Förderung des Deutschen und Österreichischen Alpenvereins (DuOeAV) bald zum begehrten Fremdenverkehrszentrum. Sowohl im Sommer als auch im Winter wurde Anpezo zu einem noblen Ferienort. Anpezo wurde als „Perle der Dolomiten“ und „Königin der Alpen“ bekannt. Neben dem Bau von Luxushotels entstand 1903 die erste Skischule. Diese „goldene Zeit“ endete für Anpezo abrupt mit dem Attentat von Sarajevo auf den österreichischen Thronfolger Erzherzog Franz Ferdinand und dem Beginn des Ersten Weltkriegs am 28. Juli 1914. Die Dolomiten wurden mit dem Kriegseintritt Italiens gegen Österreich-Ungarn am 23. Mai 1915 zum direkten Frontgebiet. Die wehrpflichtigen Männer befanden sich an der Ostfront gegen Russland. 669 daheimgebliebene – unter 16-jährige und über 50-jährige – Einwohner übernahmen die Verteidigung gegen die angreifenden italienischen Truppen, mussten den Ort aber aus militärstrategischen Gründen aufgeben und sich auf Verteidigungslinien in den Bergen zurückziehen. Am Abend des 5. November 1917 betraten nach der italienischen Niederlage von Karfreit mit dem 164. Landsturmbataillon wieder österreichische Truppen Anpezo.
Am 24. November 1917 reiste Kaiser Karl durch Ampezzo und wurde von der Bevölkerung mit Begeisterung empfangen. Dabei reichte ein kleines Mädchen dem Kaiser einen Brief mit der Bitte, den Vater von der Front nach Hause zu schicken, da seine Frau und Mutter von neun Kindern gestorben war. Nach zehn Tagen war Bepe Manaigo bei seinen Kindern.
Insgesamt waren infolge des Krieges 144 Ampezzaner gefallen. Ampezzaner Soldaten erhielten 16 silberne und 4 bronzene Tapferkeitsmedaillen. Im umliegenden Gebiet von Cortina gab es 38 Soldatenfriedhöfe, überall Schützengräben, Stacheldraht, Einschlaglöcher, Splitter, Munition und Baracken; 2450 Hektar Wald waren verwüstet.

### Nach dem Ersten Weltkrieg
Nach dem Waffenstillstand von Villa Giusti vom 3. November 1918 wurde mit dem südlichen Tirol auch Anpezo am 10. November 1918 von italienischen Truppen besetzt. Feierlichkeiten wurden dazu keine organisiert. Mit Gemeinderatsbeschluss und den Unterschriften der Familienoberhäupter verlangte die Bevölkerung den Verbleib bei Tirol und Österreich. Durch Entscheidung der Siegermächte und mit dem Inkrafttreten des Vertrags von Saint-Germain am 10. Oktober 1920 kam das Gebiet jedoch gemeinsam mit Südtirol und dem Trentino zu Italien. Ehemalige Kriegsstellungen, Schützengräben und Felsstollen können noch besichtigt werden.
Die ladinische Bevölkerung weigerte sich, sich als Italiener zu bekennen. Die staatliche Italienisierungspolitik nach der faschistischen Machtübernahme traf sie besonders hart. Als Strafmaßnahme wurden die ladinischen Täler aufgeteilt. Anpezo wurde gemeinsam mit Fodom und Col (Souramont) 1923 zur italienischen Provinz Belluno geschlagen und erhielt den amtlichen italienischen Gemeindenamen Cortina d’Ampezzo. Im Ort wurde ein großes Denkmal für die ortsfremden gefallenen italienischen Soldaten (das Beinhaus Pocol mit 9707 Soldaten) errichtet, während den Ampezzanern die Errichtung eines Denkmals für ihre Gefallenen und Vermissten verweigert wurde, da sie für Österreich gekämpft hatten. Erst 1998 konnte eine Gedenkstätte errichtet werden.
1939 wurde das Gebiet in das von Benito Mussolini und Adolf Hitler vereinbarte italienisch-deutsche Umsiedlungsabkommen (Option in Südtirol) einbezogen, mit dem die beiden verbündeten Diktatoren den „Stolperstein“ Südtirol bereinigen wollten. Die Option blieb jedoch weitgehend unbeachtet. Nur ganz wenige Ampezzaner entschieden sich für eine Umsiedlung in das Deutsche Reich.
Nach dem Sturz Mussolinis und der Besetzung Italiens durch deutsche Truppen wurde Anpezo noch im September 1943 in der Operationszone Alpenvorland mit der Provinz Bozen (Südtirol) und mit der amtlichen Doppelbezeichnung Hayden – Cortina d’Ampezzo wiedervereinigt. Damit wurde die Jugend zur deutschen Wehrmacht eingezogen, wobei bis zum Kriegsende 51 Ampezzaner – davon 31 an der Ostfront – fielen.
Gemäß Akten der Partei-Kanzlei der NSDAP wünschte Mussolini für sein Regime ab 1943 als Regierungssitz Cortina, was ihm von deutscher Seite verweigert wurde.

### Nach dem Zweiten Weltkrieg
Nach dem Ende des Zweiten Weltkrieges schlossen sich die Ampezzaner erneut den übrigen ladinischen Tälern und den Südtirolern an und forderten die Rückkehr zu Österreich. Mit Verhaftungen und Ausweisungen versuchte der italienische Staat die Bewegung niederzudrücken. Nachdem die Siegermächte 1946 erneut den Verbleib Südtirols bei Italien beschlossen hatten, wurde von Italien trotz wiederholter Beschlüsse des Gemeinderates auch nicht die Vereinigung mit Südtirol gewährt. Damit hat Anpezo bis heute keinen Anteil an der Südtirol gewährten Autonomie für seine deutsche und ladinische Bevölkerung. Gleichzeitig erlebte Anpezo eine neue und nachhaltige Blüte als nobler Fremdenverkehrsort.
Westlich des Passo Cimabanche bestand weiterhin ein Armeelager aus der Zwischenkriegszeit. Dieses wurde während des Kalten Krieges als Waffendepot und als Übungsgelände verwendet und erst ab dem Jahr 2005 dekontaminiert und aufgelöst.
Bei der Neueinteilung der Diözesangrenzen wurde Ampezzo 1964 von der Diözese Brixen abgetrennt, dem Bistum Belluno-Feltre angegliedert und damit auch kirchlich von Südtirol getrennt. Immer wieder gab es Bemühungen der Bevölkerung und der Gemeindeverwaltung, die Rückkehr zu Südtirol zu erreichen.
1975 gründeten Einheimische die Union di Ladis d’Anpezo, und diese wurde 1976 in die Union Generela di Ladins des Dolomites aufgenommen.
Das Dibona-Denkmal wurde 1976 unter großer Anteilnahme der Bevölkerung bzw. nationaler und internationaler Bergsteigerabordnungen enthüllt. Der Ladiner Luis Trenker, der an der Feier teilgenommen hatte, zeigte sich tief berührt. „Er war der berühmteste und erfolgreichste Bergführer seiner Zeit, vielleicht der universellste. Kein anderer Dolomitenführer kann ähnliche Leistungen aufweisen, und unter den jungen wird es so bald keinen geben, der ihm gleichkommt an menschlicher Größe.“
In Anpezo hat der Landesrettungsverein Weißes Kreuz eine Rettungswache, die einzige Sektion der Organisation außerhalb Südtirols. 2002 wurde die Ampezzaner Schützenkompanie Ŝizar Anpezo Hayden wieder ins Leben gerufen. Deren Schutzherr ist, seit dem Besuch von Otto Habsburg, dem damaligen Oberhaupt der Familie Habsburg, in Cortina im Jahr 2005, Kaiser Karl. Besonders wegen der wechselvollen Geschichte ist die Marke „Habsburg“ in Cortina auch im 21. Jahrhundert noch sehr präsent, wie viele Bilder und Fotos von Kaiser Franz Joseph und vom hier besonders verehrten Kaiser Karl in Gasthäusern, Restaurants, Bars und Hotels bezeugen. Am Hauptplatz gibt es seit dem Jahr 2011 ein Denkmal für Kaiser Maximilian I. in Andenken an das Jahr 1511 und die damalige Vereinigung des Ampezzaner Talkessels mit Tirol.

## Kultur und Sehenswürdigkeiten

### Architektur

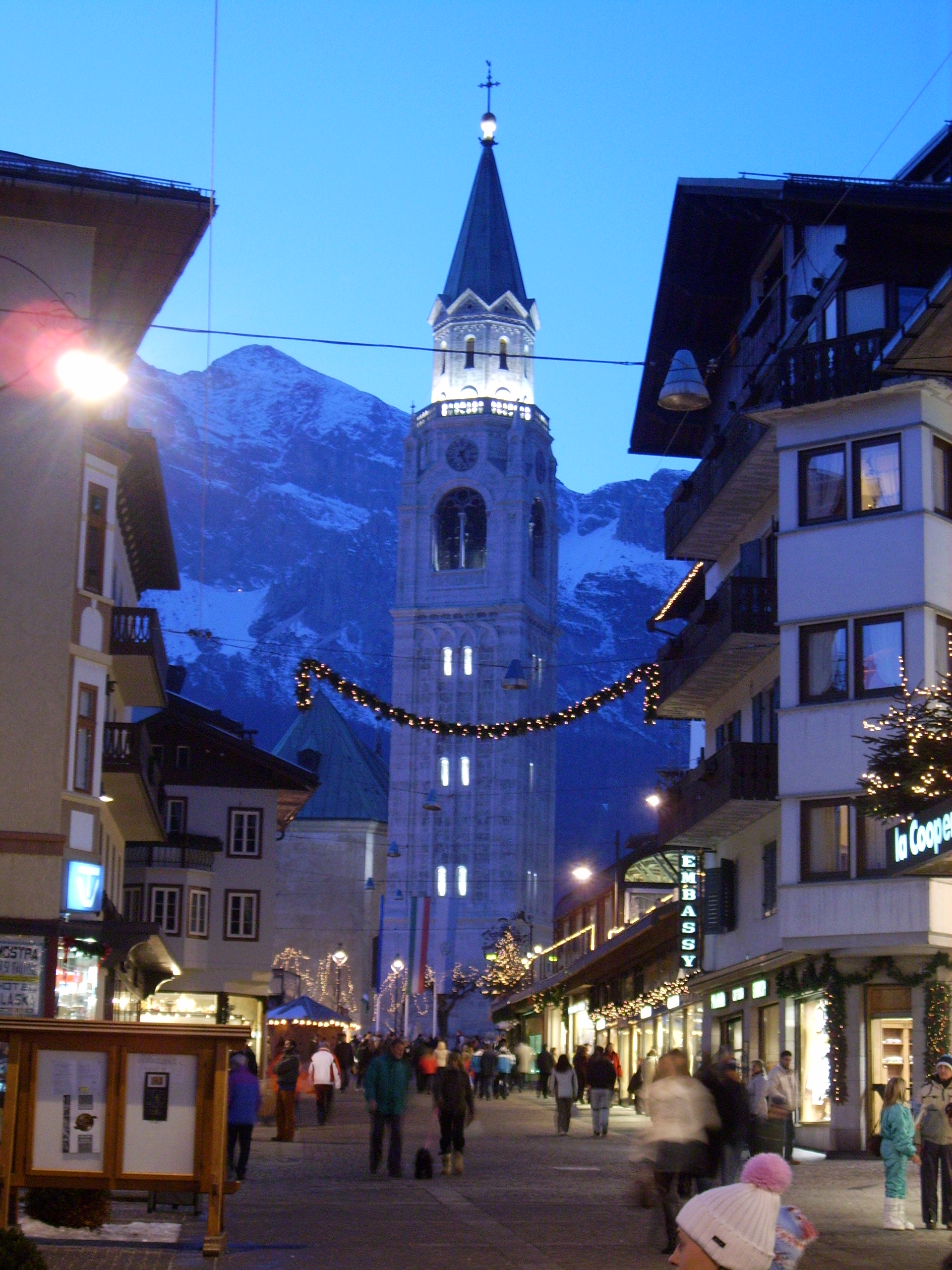
Corso Italia (2007)

Das Zentrum von Cortina ist der Corso Italia mit der 2007 bis 2009 aufwendig renovierten Pfarrkirche Basilica Parrocchiale SS. Filippo e Giacomo (erbaut nach den Plänen des aus dem Gadertal stammenden Architekten G. Promperg-Costa zwischen 1769 und 1775 und mit Deckenfreskenmalerei von Franz Anton Zeiller) mit ihrem erst 1851 bis 1858 erbauten 69,5 m hohen Turm (Pläne vom lokalen Unternehmer Silvestro Franceschi und deren Bestätigung durch den Wiener Architekten Hermann von Bergmann) aus Dolomitblöcken. Auf dessen Spitze befindet sich eine vergoldete Kugel mit einem Durchmesser von 1 m; das markante Geläut der sechs historischen Glocken, deren Einschmelzen durch persönliche Intervention des Kaisers Karl im Jahr 1917 bei einer Durchreise an die Piavefront verhindert wurde, ertönt mit der Melodie von Big Ben. Inmitten des Hauptplatzes unmittelbar vor der Kirche befinden sich das 1976 errichtete Denkmal des Ampezzaner Bergführers, Kaiserjägers und Dolomiten-Pioniers Angelo Dibona und eine bronzene Gedenktafel aus dem Jahr 2011 zum Besuch des Kaisers Maximilian im Jahr 1511.

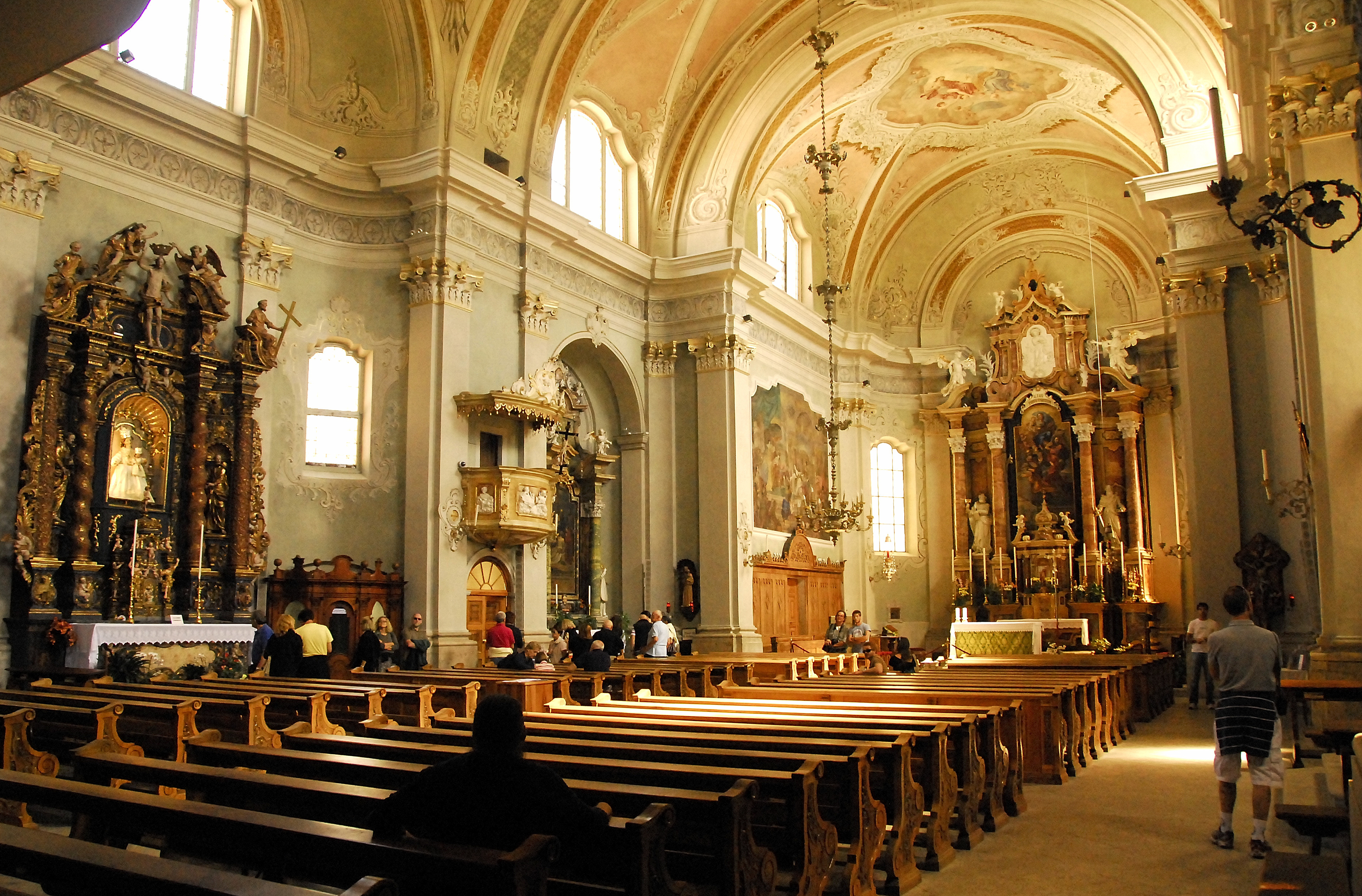
Basilica Parrocchiale SS. Filippo e Giacomo

Das älteste Gebäude in Cortina ist die Chiesa di San Nicolo (St. Nikolaus – Schutzpatron der Wanderer) aus dem Jahr 1226 an der Staatsstraße Richtung Toblach bei Ospitale.

### Sprache
Bis Mitte des 20. Jahrhunderts war der Ort überwiegend ladinischsprachig, seitdem wird überwiegend Italienisch gesprochen. Der lokale Dialekt des Ladinischen enthält einige ungewöhnliche Germanismen, die aus den benachbarten Dialekten des Pustertals einflossen; so wird zum Beispiel eine Harpfe arfa bezeichnet, während andere ladinische Dialekte auf Derivate des lateinischen fabarium zurückgreifen.
In der lokalen Küche haben sich diverse Speisen und Ausdrücke aus der k.u.k.-Zeit erhalten, so zum Beispiel Gulasch und Krapfen. Gröstl und chenedi (Tirolerknödel) spiegeln die lange Verbindung mit Tirol wider. Polenta und Bohnensuppe zeigen schon mehr in die venezianische Tiefebene.

### Symbolik

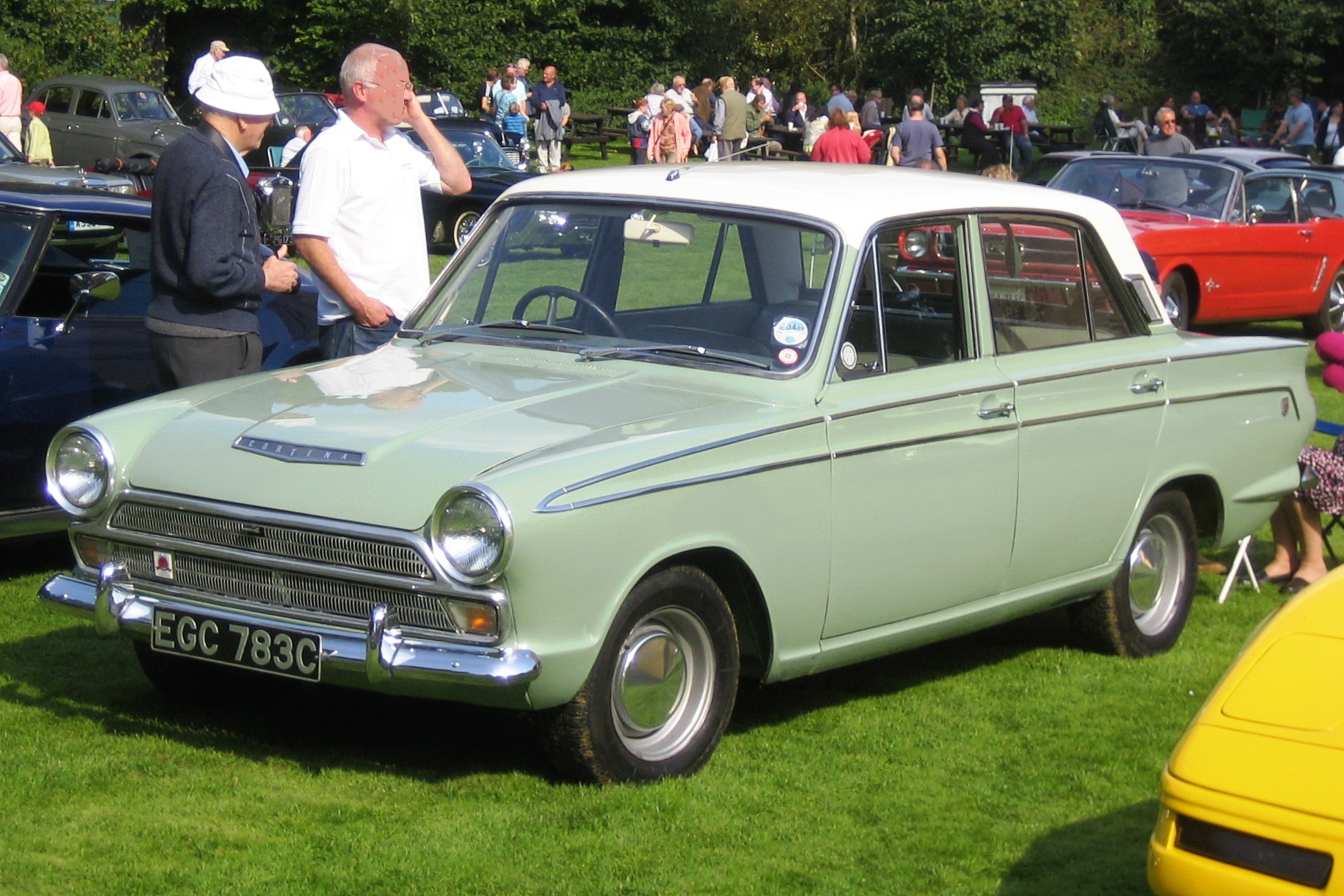
Ford Cortina Mk. I

#### Popkulturelle Bedeutung
Seit Mitte des 19. Jahrhunderts erlangte Cortina den Ruf eines mondänen Wintersportortes für gutbetuchte und berühmte Touristen. Unter anderem verbrachte der Schriftsteller George Santayana ab den 1930er Jahren seine Winter dort.
Der britische Ford Cortina wurde in den 1960er Jahren nach dem Wintersportort, der Eleganz symbolisieren sollte, benannt.

#### Filmgeschichtliche Bedeutung
Cortina wurde wegen seiner internationalen Bekanntheit und Szenerie als Drehort für eine Reihe bekannter Filmproduktionen ausgewählt.

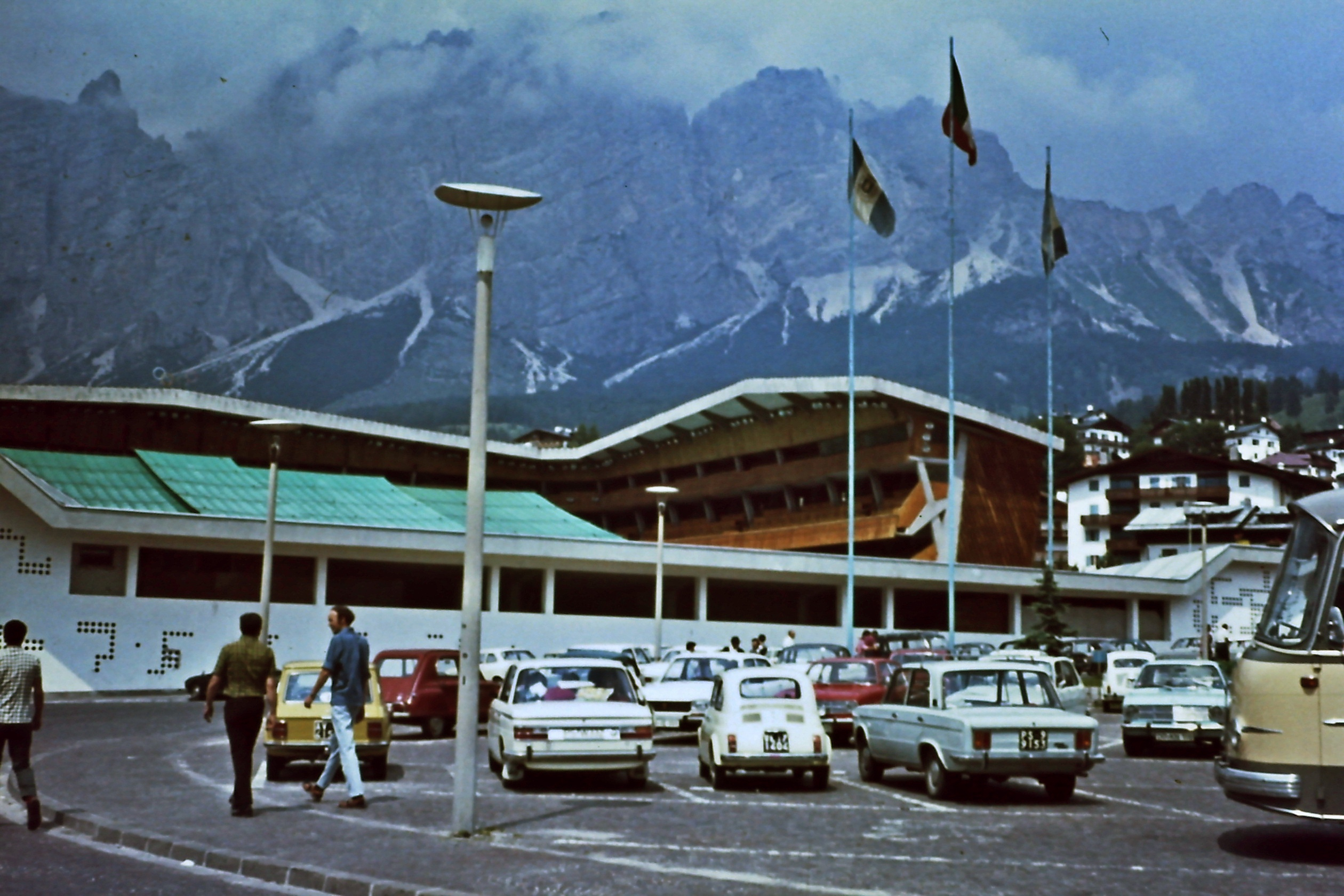
Olympisches Eisstadion (Stadio Olimpico) im Sommer 1971

1981 wurden für den James-Bond-Film In tödlicher Mission Szenen im Olympischen Eisstadion Cortina, auf der Sprungschanze, auf der Bobbahn und im Ort selbst gedreht.
Auch die Filme Mit dem Motorrad über den Wolken (1926) von Lothar Rübelt, Leichen pflastern seinen Weg (1968) mit Klaus Kinski und Cliffhanger – Nur die Starken überleben (1993) mit Sylvester Stallone wurden in den Bergen um Cortina d’Ampezzo gedreht, der Film Der rosarote Panther (1963) spielt teilweise dort.

## Wirtschaft und Infrastruktur
Die Cooperativa von Cortina war die erste Konsumgenossenschaft Südtirols. Gegründet 1893 als „Consumverein Ampezzo“ zur Bedarfsgüterversorgung der Land- und Viehwirtschaft zum Selbstkostenpreis, hat sich diese vor allem nach 1956 zu einem der wichtigsten wirtschaftlichen Bezugspunkte Cortinas entwickelt. Aufgabe gemäß den aktuellen Statuten der Cooperativa ist jedoch, auch das kulturelle, historische und linguistische Erbe von Cortina und der ladinischen Dolomitenregion aufzuwerten, zu entwickeln und zu verbreiten.
Entscheidender Wirtschaftsfaktor und Identifikationsmerkmal ist seit mehr als 800 Jahren die Regole d’Ampezzo, eine ursprünglich einfache Hirtengenossenschaft. Dabei handelt es sich um eine jahrhundertealte demokratische Vereinigung von angestammten Familien zur gemeinsamen und nachhaltigen Nutzung von Feldern, Wald und Alm. Anfangs gab es zwei Regole von Ampezzo: Lareto, auf der linken Seite der Boite, und Ambrizola auf dem rechten Ufer. Die Nutzung der Grundstücke wird durch die „Laudi“ (eine Art Genossenschaftsordnung) geregelt. Einmal im Jahr wird die Versammlung der Regolieri (Familienstände) einberufen; dabei wählen die ca. 1300 Familienoberhäupter die Verwalter und treffen die wichtigsten Entscheidungen. Die gewählten Verwaltungsräte heißen „Laudatori“ und der Hauptverwaltungsrat „Marigo“. Die Regole haben nach wie vor das Sagen und den größten Grundbesitz in und um Cortina.
Cortina ist seit der Habsburgerzeit für sein Kunsthandwerk (u. a. Schnitzerei, Kachelöfen) und speziell in Italien für seine Kombination von alpiner und südländischer Einrichtungs- und Bekleidungstradition („Cortina Style“) bekannt.
Um den Corso Italia gibt es zahlreiche noble und moderne Geschäfte sowie Restaurants. Dies darf jedoch nicht über die sichtbaren wirtschaftlichen Probleme im Fremdenverkehrswesen und Liftanlagenbestand hinwegtäuschen. Oft wird dazu als Auslöser das Appartementwesen, die vielen ortsfremden Eigentümer der Hotels und Häuser sowie offene rechtliche Probleme zu übergangenen Ansprüchen der anstämmigen Familien (u. a. Jagd, Weide und Nutzungsrechte) genannt. Die Preise von Ferienwohnungen sind im Juni 2012 im Vergleich zum Höchststand in den Jahren davor um mehr als 30 Prozent zurückgegangen und fallen kontinuierlich. Der diesbezügliche Markt (Miete/Kauf) verzeichnet, obwohl es viele Angebote gibt, nachfrageseitig keinerlei Interesse, wobei laut Angabe lokaler Immobilienmakler die Preise nach wie vor hoch sind.

### Tourismus

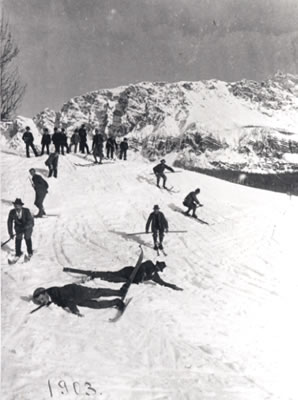
Skifahrer in Cortina d’Ampezzo 1903

Der Tourismus entwickelte sich in Cortina in der zweiten Hälfte des 19. Jahrhunderts zum zentralen Wirtschaftsfeld. Der Deutsch-Österreichische Alpenverein gründete 1882 eine Sektion Ampezzo, und 1903 folgte die Gründung des „Ski Club Ampezzo“ durch Einheimische. Bis zum Ersten Weltkrieg reisten vor allem Engländer und kaiserlich und königlicher Adel in das Alpendorf, und an dessen Vorabend gab es 27 Hotels mit 1.400 Betten und 100.000 Übernachtungen.
Die vielen Soldatenfriedhöfe und Gedenkstätten zogen dann nach den heftigen Schlachten einen Kriegertourismus nach sich, der in dem Dolomitendorf seinen Mittelpunkt fand. Ab Sommer 1922 kamen immer wieder Mitglieder des Hauses Savoyen nach Cortina, und unter den italienischen Faschisten wurde eine Reise nach Cortina zum nationalen Anliegen. Im Hotel Bellevue bezog Mussolini-Tochter Edda mit ihrem Mann, dem Außenminister Galeazzo Ciano, Winterquartier, und Mussolini-Tochter Annamaria lernte 1957 anlässlich eines Ferienaufenthaltes in Cortina ihren Freund Nando Pucci kennen. Die Großen des faschistischen Regimes (so z. B. de Stefani, Italo Balbo, Giurati, Achille Starace) und betuchte Italiener bauten oder bezogen vor bzw. nach dem Zweiten Weltkrieg in Cortina ihre Villen.
Ab 1924 folgten die ersten Bergbahnen, und die Olympischen Winterspiele von 1956 verstärkten die Investitionen. In den 1970er Jahren erschien Cortina hinsichtlich Ski, Party und Design laut Die Zeit wie St. Moritz, Kitzbühel und Megève in einem. Doch anschließend wurde weniger auf den Pisten erneuert, die Olympiabewerbung für 1988 war erfolglos, und die Hotellerie kam in die Jahre. Noch heute dominiert der Tourismus das Wirtschaftsbild: In der Hochsaison von Weihnachten bis Februar und August bevölkern etwa 40.000 bis 50.000 Touristen den Ort, also das Sieben- bis Achtfache der Einwohnerzahl.
2011 gab es insgesamt 225.647 Anreisen und dabei 1.060.211 Übernachtungen. Dezember, Januar, Februar und März halten dabei mit je knapp über 20.000 Anreisen bzw. 120.000 Übernachtungen mit klaren Spitzen über Weihnachten und Neujahr und Juli und August bei 38.000 bzw. 46.000 Anreisen und 155.000 bzw. 265.000 Übernachtungen.
2014 hat Cortina 5.000 Hotelbetten und 30.000 Betten in Zweitwohnungen.
Das Werbe- und Tourismussymbol von Cortina ist ein rotes Eichhörnchen auf weißem Grund.

### Sport

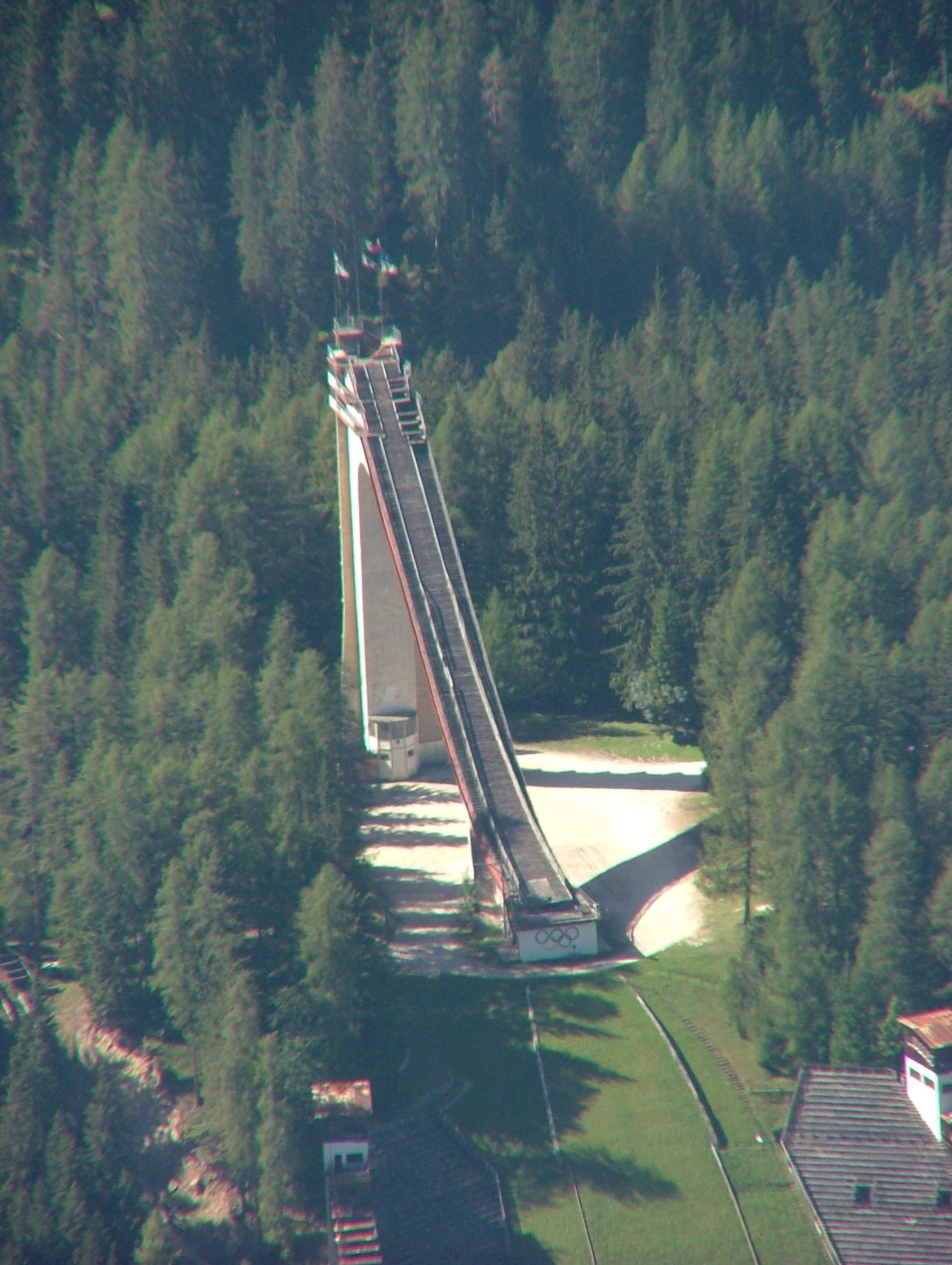
Olympische Skisprungschanze Trampolino Italia

Cortina ist der Mittelpunkt eines Wintersportgebiets, das Austragungsort einiger internationaler Großereignisse war. Besonders hervorzuheben sind dabei die Olympischen Winterspiele 1956, nachdem die Olympischen Winterspiele 1944 zwar an Cortina vergeben worden waren, aber wegen der Kriegsereignisse nicht stattfanden. Die Olympischen Spiele 1956 waren die ersten Spiele, die im Fernsehen übertragen wurden. Die außergewöhnlichsten Leistungen 1956 waren einerseits, dass infolge Schneemangels Gebirgsjäger über Kilometer Schnee auf Lastwagen oder Schultern zu den Pisten transportieren mussten, und andererseits die drei Goldmedaillen des Österreichers Toni Sailer. Daneben war Cortina Austragungsort der Alpinen Skiweltmeisterschaften 1932 und 1941 (dabei teilnehmende Länder neben Italien nur Bulgarien, Finnland, Schweden, Norwegen, Jugoslawien, Rumänien, Schweiz, Ungarn und Deutschland) sowie Gastgeber von Weltcuprennen verschiedener Wintersportarten, insbesondere des Bobsports und des Alpinen Skisports. Nachdem man sich bereits vier Mal erfolglos für die Ausrichtung der Alpinen Skiweltmeisterschaften beworben hatte, hat Cortina für das Jahr 2021 den Zuschlag erhalten.
Alpinpionier der Ampezzaner Dolomiten schlechthin war der Wiener Paul Grohmann (1838–1908), Erstbesteiger der drei Tofane, des Cristallo, des Sorapiss und auf der Großen Zinne. Am Antelao im Jahr 1863 kam ihm nur der legendäre Gamsjäger Mattia Ossi zuvor. Erstbesteiger des Monte Pelmo war 1857 John Ball, Präsident des englischen Alpenvereins.
Am 1. Juli 1939 wurde in Cortina die Klettervereinigung der „Scoiattoli“ gegründet. Diese Ampezzanern vorbehaltene weltberühmte Kletterergilde war neben vielen Erstbegehungen auch an der Erstbesteigung des K2 im Jahr 1954 beteiligt. Ihre Mitglieder tragen als Symbol das weiße Eichhörnchen auf rotem Grund.
Der SG Cortina ist 16-facher Italienmeister im Eishockey der Männer. Zuletzt siegte der SG Cortina am 10. April 2007 im vierten Spiel der Finalserie (Best of 5) gegen den scheidenden Meister HC Mailand.
Die Piste Canalone Staunies am Monte Cristallo gilt als eine der zehn steilsten Skipisten der Welt. Cortina gilt als Freerider-Mekka mit unzähligen Touren in der Tofana- und Monte-Cristallo-Gruppe.
Cortina ist auch Start- und Endpunkt des Coppa d’Oro delle Dolomiti Automobilrennens und des Lavaredo Ultra Trails, eines Berglaufes über verschiedene Distanzen mit bis zu 119 km und 5.850 Höhenmetern.
Darüber hinaus ist Cortina seit 1977 Zielort des Volkslanglaufs Toblach–Cortina.
Cortina d’Ampezzo ist zusammen mit Mailand Austragungsort der XXV. Olympischen Winterspiele 2026.

### Verkehr

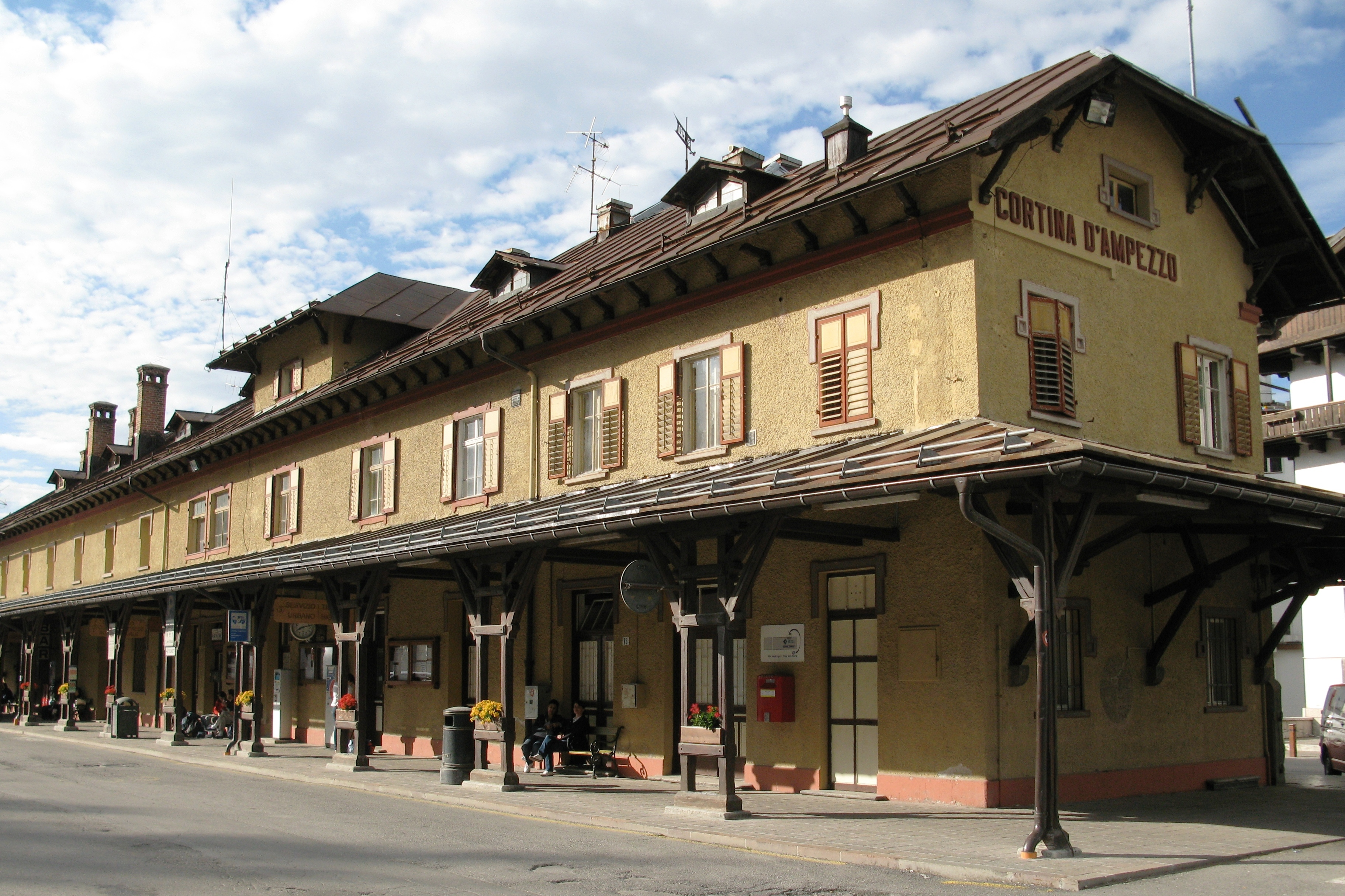
Bahnhof Cortina d’Ampezzo

Von 1921 bis 1962 bzw. 1964 war der Ort durch die Dolomitenbahn mit Toblach im Norden und Calalzo im Süden verbunden. Auf der Bahntrasse verläuft heute der Radfernwanderweg Langer Weg der Dolomiten.
Im Norden von Cortina, bei Fiames, liegt an der Strada Statale 51 di Alemagna der Flugplatz Cortina d’Ampezzo. Er wurde nach einem Flugunfall im Jahr 1976 geschlossen und diente lange Zeit als Parkplatz für Wohnmobile. Im Jahr 2011 erfolgte die Reaktivierung als Heliport, von dem aus unter anderem Flüge nach Mailand und Venedig sowie Rundflüge in den Dolomiten angeboten werden.
Das Projekt „Umfahrungstunnel – Cortina“ zur Entlastung der Verkehrsspitzen durch das Zentrum läuft seit 2001 und dürfte nur in der eingeschränkten Version verwirklicht werden. Diesbezüglich gab und gibt es große Vorbehalte von Umwelt- und Landschaftsschützern, aber auch von prominenten Gästen.

## Politik
Seit dem Ende des Zweiten Weltkrieges gab es Bestrebungen, Ampezzo zusammen mit den ladinischen Nachbargemeinden der Autonomen Provinz Bozen – Südtirol anzugliedern (dabei wird umgangssprachlich von „lamonizzare“ gesprochen, d. h. gleich der Gemeinde Lamon die Provinz wechseln), doch nach mehreren gescheiterten Versuchen konnte erst am 28. und 29. Oktober 2007 eine entsprechende Volksabstimmung stattfinden. Sie erbrachte mit mehr als 71,44 Prozent der abgegebenen Stimmen – 56,34 Prozent unter Berücksichtigung aller Wahlberechtigten – ein deutliches Votum für den Beitritt von Ampezzo und der beiden Nachbargemeinden Col und Fodom zur Autonomen Provinz Bozen – Südtirol. Doch in der Provinz Belluno und der Region Venetien gab es erheblichen Widerstand dagegen, den weltbekannten Fremdenverkehrsort zu verlieren. Der Präsident der Region Venetien Giancarlo Galan kündigte an, gegebenenfalls den Verfassungsgerichtshof und den Europäischen Gerichtshof anzurufen, falls die Südtiroler Landesregierung der Abtrennung zustimmen würde.
In der Folge blieb das Referendum ohne weitere Auswirkungen, da die Bündnispartner in der römischen Regierung keine einheitliche Linie in der Sache verfolgten. 2018 wurde das Thema von einigen Senatoren der Südtiroler Volkspartei wieder aufgegriffen. Der damalige Bürgermeister von Cortina reagierte auf den erneuten Vorstoß eher kühl, da für ihn andere Prioritäten wichtiger seien.
Im Oktober 2014 beschloss der Dreierlandtag der Europaregion Tirol–Südtirol–Trentino in Schwaz, den Ladinern der drei Belluneser Gemeinden zur verstärkten Zusammenarbeit eine Beobachterrolle anzubieten.
Seit einigen Jahren wird das Gesetz zum Schutz von sprachlichen Minderheiten aus dem Jahr 1999 auch in Cortina umgesetzt, und es werden Verkehrsschilder italienisch und ladinisch beschriftet.
Die Schattenseite des Fremdenverkehrs war ein Anstieg der Immobilienpreise. Junge Ampezzaner mussten in die angrenzenden italienischen Gemeinden des Cadore ausweichen, während sich in Ampezzo Ortsfremde vor allem aus der Lombardei und Venetien einkauften. Daher gelten rund 20 Prozent der heutigen Einwohner und Stimmbürger als Scheinansässige.

## Persönlichkeiten

### Söhne und Töchter der Stadt
- Bartolomeo Girardoni (1744–1799), Uhrmacher und Erfinder
- Francesco Lacedelli (1796–1886), Bergsteiger, erster Bergführer Cortinas
- Luigi Gillarduzzi (1822–1856), Maler
- Santo Siorpaes (1832–1900), Bergsteiger und Bergführer
- Angelo Dibona (1879–1956), Bergsteiger und Kletterer
- Enrico Colli (1896–1982), Skilangläufer
- Giuseppe Ghedina (1898–1986), Skilangläufer
- Francesco De Zanna (1905–1989), Bobfahrer
- Ernesto Zardini (1908–1934), Nordischer Kombinierer und Skispringer
- Mario Ghedina (1909–??), Architekt
- Uberto Gillarduzzi (1909–1994), Eisschnellläufer
- Ingenuino Dallago (1910–1932), Nordischer Kombinierer und Skispringer
- Severino Menardi (1910–1978), Nordischer Kombinierer, Skilangläufer und Skispringer
- Amedeo Angeli (1911–1965), Bobfahrer
- Ernesto Franceschi (1912–1943), Bobfahrer
- Roberto Lacedelli (1919–1983), Skirennläufer und Skispringer
- Silvio Alverà (1921–1985), Skirennläufer
- Albino Alverà (1923–2004), Skirennläufer
- Renata Carraretto (* 1923), Skirennläuferin
- Dino Menardi (1923–2014), Eishockeyspieler
- Lino Lacedelli (1925–2009), Bergsteiger, Erstbesteiger des K2
- Michele Alverà (1929–1991), Bobfahrer
- Ulrico Girardi (1930–1986), Bobfahrer
- Dino Pompanin (1930–2015), Skirennläufer
- Rinaldo Ruatti (1930–2020), Bobfahrer
- Carlo Calzà (* 1931), Eisschnellläufer
- Ilio Colli (1931–1953), Skirennläufer
- Paolino Dimai (* 1931), Eisschnellläufer
- Guido Ghedina (* 1931), Skirennläufer
- Renzo Alverà (1933–2005), Bobfahrer
- Bruno Alberti (* 1934), Skirennläufer
- Sergio Siorpaes (* 1934), Bobfahrer
- Gianfranco Da Rin (* 1935), Eishockeyspieler
- Giulio Oberhammer (1935–2009), Eishockeyspieler
- Alfredo Dibona (1936–2011), Skilangläufer
- Bruno Frison (* 1936), Eishockeyspieler
- Gianfranco Gaspari (* 1938), Bobfahrer
- Gildo Siorpaes (* 1938), Bobfahrer und Skirennläufer
- Manuela Angeli (* 1939), Eiskunstläuferin
- Leonardo Cavallini (1939–2023), Bobfahrer
- Alberto Da Rin (* 1939), Eishockeyspieler
- Guido Gillarduzzi (1939–2016), Eisschnellläufer
- Enrico Benedetti (* 1940), Eishockeyspieler
- Ivo Ghezze (* 1941), Eishockeyspieler
- Giulio Verocai (* 1942), Eishockeyspieler
- Bruno Ghedina (1943–2021), Eishockeyspieler
- Franco De Menego (* 1944), Leichtathlet
- Isidoro Alverà (* 1945), Eishockeyspieler
- Giovanni Panciera (* 1954), Eisschnellläufer
- Marco Bellodis (* 1955), Bobfahrer
- Guerrino Ghedina (* 1956), Bobfahrer
- Antonio Menardi (* 1959), Curler
- Roberto D’Amico (* 1961), Bobfahrer
- Marco Scapinello (* 1964), Eishockeyspieler
- Kristian Ghedina (* 1969), Skirennläufer
- Giulia Lacedelli (* 1971), Curlerin
- Dino Gillarduzzi (* 1975), Eisschnellläufer
- Edoardo Zardini (* 1976), Skirennläufer
- Eleonora Alverà (* 1982), Curlerin

### Personen mit Bezug zur Stadt
- Paul Grohmann (1838–1908), bestieg zahlreiche Dolomitengipfel, seit 1873 Ehrenbürger der Stadt
- Toni Sailer (1935–2009), gewann auf der „Tofana“ als erster Skirennläufer Goldmedaillen in allen olympischen Bewerben